# Mahmoud Parash
Mahmoud Parash (* 4. September 1982) ist ein iranischer Bahn- und Straßenradrennfahrer.
Mahmoud Parash wurde 2004 Etappenzweiter bei dem ersten Teilstück der UAE International Emirates Post Tour in Schardscha. Bei den Asienspielen 2006 in Doha schaffte er es auf der Bahn bis ins Finale beim Keirin und belegte dort den letzten und somit sechsten Platz. 2009 fuhr Parash für das iranische Continental Team Azad University Iran. Bei der Asienmeisterschaft gewann er die Bronzemedaille im Keirin-Wettbewerb.

## Erfolge – Bahn
2009
- Asienmeisterschaft – Keirin

2010
- Asienmeisterschaft – Teamsprint (mit Hassan Ali Varposhti und Farzin Arab)

2011
- Iranischer Meister – Sprint
- Iranischer Meister – Keirin
- Iranischer Meister – Teamsprint (mit Mohammad Parash und Siyavash Safi Niya)

2012
- Asienmeisterschaft – 1000-m-Zeitfahren
- Asienmeisterschaft – Teamsprint (mit Ali Aliaskari und Mohammad Parash)

2013
- Asienmeisterschaft – Keirin

## Teams
- 2009 Azad University Iran